# John Dennis (dramaturg)
John Dennis (ur. 16 września 1658 w Londynie, zm. 6 stycznia 1734 tamże) – angielski krytyk i dramaturg. Zajmował się m.in. pracami Williama Shakespeare'a. Urodzony jako syn siodlarza. Edukację odebrał w Gonville and Caius College oraz w Trinity Hall na Uniwersytecie Cambridge.
Do jego najważniejszych utworów, pisanych pod pseudonimem "Furius", zaliczyć należy: 
- Letters upon Several Occasions written by and between Mr. Dryden, Mr. Wycherley, Mr. Moyle, Mr. Congreve and Mr Dennis, published by Mr Dennis (1696);
- The Advancement and Reformation of Modern Poetry (1701), jest to prawdopodobnie jego najważniejsza praca;
- The Grounds of Criticism in Poetry (1704), gdzie poruszał problem różnic między antyczną a współczesną literaturą;
- Essay upon Publick Spirit (1711)
- Essay on the Genius and Writings of Shakespeare in Three Letters (1712).